# Quereme! Tributo a las telenovelas
Quereme! è il primo EP pubblicato nel 2006 dalla band synth pop argentina Miranda!. È un omaggio alle telenovelas.

## Tracklist
1. Quereme... Tengo Frio
2. Una lágrima sobre el teléfono
3. Esa extraña dama
4. Medley (Extendida)
5. Medley (Radio Edit)